# Since We've Been Wrong
Since We've Been Wrong är en singel från The Mars Voltas femte studioalbum, Octahedron. Den släpptes den 23 juni 2009 som första singeln i Nordamerika, medan "Cotopaxi" var den europeiska singeln. Sångaren Cedric Bixler-Zavala säger att sången ursprungligen var skriven till The Bedlam in Goliath, men kom inte med eftersom den inte passade med resten av albumet. Musikvideon är redigerad av Omar Rodríguez-López och hade premiär den 26 juni 2009.
Albumets version av låten börjar med 90 sekunder av en ton framställd av en synt. Sången är till stor del akustisk med en lugn röst och inga trummor tills fem minuter gått. Outrot är precis som introt en syntton.

## The Mars Volta Group
- Omar Rodríguez-López – gitarr
- Cedric Bixler-Zavala – sång
- Isaiah "Ikey" Owens – keyboard
- Juan Alderete – elbas
- Thomas Pridgen – trummor
- Marcel Rodríguez-López – synthesizer, slagverk
- John Frusciante – gitarr